# عبد الكريم الخضير
أبو محمد عبد الكريم بن عبد الله الخُضَير ( 1955م -) (1374 هـ -) عضو هيئة كبار العلماء سابقًا واللجنة الدائمة للبحوث والفتوى في المملكة العربية السعودية.

## النشأة

### مولده
ولد في بريدة سنة 1374 هـ قرأ القرآن الكريم على مقرئ في الصبا اسمه مبارك بن حسن الراجح ثم قرأ على الشيخ إبراهيم بن محمد المشيقح ثم في سنة 1385 هـ قرأ على الشيخ محمد ذاكر قسماً كبيراً من القرآن وحفظ عليه البقرة وآل عمران.

### التعليم
دخل المدرسة الابتدائية سنة 1381 هـ ثم تخرج منها سنة 1386 هـ على إثرها دخل المعهد العلمي في بريدة سنة 1387 هـ وتخرج فيه سنة 1393 هـ ثم التحق بعدها بكلية الشريعة بالرياض في السنة نفسها وتخرج فيها سنة 1397 هـ على إثرها عين معيداً بكلية أصول الدين في قسم السنة وعلومها ثم واصل وتابع الدراسة العليا فحصل على درجة الماجستير سنة 1402 هـ وكانت رسالته بعنوان: "الحديث الضعيف وحكم الاحتجاج به".
ثم بعد ذلك في سنة 1407 هـ حصل على شهادة الدكتوراه وكانت رسالته بعنوان: "تحقيق النصف الأول من فتح المغيث بشرح الفية الحديث للحافظ محمد بن عبد الرحمن السخاوي" عين على إثرها أستاذاً مساعداً في قسم السنة وعلومها بكلية أصول الدين وعمل بها أستاذاً مساعداً إلى أن تقاعد تقاعداً مبكراً في 27/8/1424 هـ وهو ابن خمسين سنة وفي يوم 19/2/1430 صدر الأمر الملكي بتعيين الشيخ عضواً في هيئة كبار العلماء وفي يوم الأحد 25/5/1431 صدر الأمر الملكي الكريم بتعيين الشيخ عضواً متفرغاً في اللجنة الدائمة للبحوث والفتوى المتفرعة من هيئة كبار العلماء بالمرتبة الممتازة. ثم أعفي من عضوية الهيئة واللجنة الدائمة في التكوين الجديد للهيئة يتاريخ 1 / 3 / 1442 هـ الموافق 18 أكتوبر 2020 م.

## العمل
عمل عبد الكريم الخضير معيداً بكلية أصول الدين في قسم السنة وعلومها ثم عمل كأستاذ مساعد في قسم السنة بكلية أصول الدين وعمل بها أستاذاً مساعداً إلى أن تقاعد. إضافة إلى أنه عضو هيئة التدريس في قسم السنة وعلومها في كلية أصول الدين بجامعة الإمام محمد بن سعود الإسلامية بالرياض وفي يوم 19/2/1430 صدر الأمر الملكي بتعيين الشيخ عضوا في هيئة كبار العلماء وفي يوم الأحد 25/5/1431 صدر الأمر الملكي الكريم بتعيين الشيخ عضواً متفرغاً في اللجنة الدائمة للبحوث والفتوى المتفرعة من هيئة كبار العلماء بالمرتبة الممتازة.

## طلبه للعلم
في سنينه الأولى قرأ على الشيخ محمد بن صالح المطوع مبادئ العلوم (ثلاثة الأصول - وآداب المشي إلى الصلاة - وزاد المستقنع - وكتاب التوحيد) وغيرها من المتون في أصول العلم ثم قرأ ولازم صاحب الشيخ صالح بن أحمد الخريصي رئيس محاكم القصيم في وقته ثم انتقل إلى الرياض فقرأ على الشيخ عبد الله بن عبد الرحمن الغديان في أصول الفقه والقواعد الفقهية وعلى الشيخ عبد العزيز بن عبد الله بن باز في (الفرائض وفي تفسير ابن كثير وفي سنن الترمذي) وغيرها من الكتب وقد لازمه وقرأ عليه في المسجد وفي بيته ثم بعد تخرجه من كلية الشريعة وفي السنة التمهيدية تفرغ لجرد المطولات وقراءتها والتعليق عليها واستخراج مكنوناتها فقد قرأ في كتب التفسير والحديث وكتب العقائد وقد قرأ أيضاً في كتب الفقه والتاريخ والأدب.
ثم قرأ على الشيخ صالح بن عبد الرحمن الأطرم أوائل شرح البخاري للحافظ ابن حجر وأما بالنسبة لشيوخه في المعهد العلمي في بريده فمنهم الشيخ صالح السكيتي والشيخ على الضالع والشيخ محمد الروق والشيخ فهد بن محمد المشيقح وغيرهم أما بالنسبة لشيوخه الذين تتلمذ على يديهم في كلية الشريعة فنذكر منهم الشيخ فهد الحمين والشيخ عبد العزيز الداوود والشيخ عبد العزيز الفالح والشيخ عبد الرحمن السدحان وغيرهم من العلماء والمشايخ. كما يتجلى حرص الشيخ على طلب العلم من خلال مكتبته العلمية العامرة بأصناف الكتب والمخطوطات تعد مرجعاً لكثير من الباحثين.

### مشايخه
| في القصيم 1. مبارك بن حسن الراجح. 2. محمد ذاكر. 3. محمد بن صالح المطوع. 4. صالح السكيتي. 5. علي الضالع. | في الرياض 1. الشيخ عبد الله بن عبد الرحمن الغديان 2. الشيخ عبد العزيز بن عبد الله بن باز 3. الشيخ فهد بن حمين الفهد الحمين 4. الشيخ عبد الرحمن السدحان 5. الشيخ عبد العزيز بن محمد الداود 6. الشيخ عبد العزيز الفالح 7. الشيخ صالح بن عبد الرحمن الأطرم |

## النتاج العلمي

### دروسه
للشيخ دروس علمية متفرقة على فترات في أكثر أيام الأسبوع وقد قرأ عليه في دروس سابقة كثير من المتون والشروح العلمية منها ما أتم كاملاً ومنها ما قرأ بعضها نذكرها بإيجاز: شرح الورقات للمحلي والقلائد العنبرية في شرح المنظومة البيقونية وخلاصة الكلام والتعليقات السنية على العقيدة الواسطية لابن سعدي والتوحيد لابن خزيمة ومختصر قواعد ابن رجب لابن سعدي وشرح علل الترمذي وفتح الباري وألفية الحديث.
والبلبل في أصول الفقه والباعث الحثيث وقصب السكر والموطأ ومسند الإمام أحمد والمنتقى للمجد ابن تيمية وفتح المجيد وكتاب التوحيد وتيسير العزيز الحميد وقرة عيون الموحدين والآجرومية وأخصر المختصرات والمفهم شرح مختصر صحيح مسلم للقرطبي والموقظة للذهبي وفتح المغيث والكافي لابن قدامة وثلاثة الأصول والأربعين النووية والدرر السنية وتفسير الجلالين وتفسير ابن كثير.

## مشاركاته العلمية
للشيخ مشاركات علميه كثيرة من خلال إشرافه على الرسائل المقدمة لنيل درجة الماجستير والدكتوراه في قسم السنة وعلومها ومن خلال دوراته العلمية المتنوعة والتي تم تسجيل كثير منها ومن ذلك (شرح كتاب الصيام من زاد المستقنع - وكتاب الحج من الكتاب نفسه - وشرح حديث جابر في الحج - وشرح نخبة الفكر ونظمها - وشرح الورقات ونظمها) وشروح كثيرة وأكثرها مسجل. وقد شارك الشيخ في دورات علمية في كثير من أنحاء المملكة. كما أن للشيخ أيضاً مشاركات إذاعية في إذاعة القرآن الكريم وهي:
- أول هذه البرامج لقاء في موكب الدعوة تحدث فيها عن حياته العلمية والعملية اجرى هذا اللقاء محمد المشوح أذيع سنة 1420 هـ.
- له ثلاثون حلقة في فقه الصيام نشر في رمضان سنة 1421 هـ.
- له أيضا درس أسبوعي في الإذاعة نفسها في شرح مختصر صحيح البخاري للزبيدي.
- له ثلاثون حلقة في الهدي النبوي في رمضان أذيع سنة 1423 هـ.
- له ثلاثون حلقة في الشمائل النبوية أذيع في رمضان سنة 1424هـ.
- له ثلاث عشرة حلقة في فقه الإمام البخاري في الحج أذيع في موسم الحج سنة 1424هـ.
- له لقاءات في الإذاعة نفسها حول مكتبة طالب العلم.
- يجيب عن اسئلة المستمعين في اذاعة القرآن ويبث كل يوم جمعة في الرابعة عصرا.
- يجيب عن أسئلة المستمعين في برنامج الفتوى (نور على الدرب) الذي يتم بثه من إذاعة القرآن الكريم من المملكة العربية السعودية من عام 1431 هـ في يوم السبت من كل أسبوع.

## مؤلفاته
- شرح ألفية العراقي في الحديث (مطبوع)
- شرح موطأ الإمام مالك (في طور التفريغ)
- الحديث الضعيف وحكم الاحتجاج به (مطبوع).
- تحقيق النصف الأول من فتح المغيث للسخاوي (مطبوع).
- تحقيق الرغبة شرح النخبة (مطبوع).
- شرح قصب السكر (مخطوط).
- شرح الورقات (مطبوع).
- شرح التجريد الصريح لأحاديث الجامع الصحيح (مخطوط). وله تعليقات وتنبيهات على أمهات الكتب والشروح من كتب التفسير والحديث والعقيدة وغيرها.
- صفة صلاة النبي صلى الله عليه وسلم.
- شرح الدروس المهمة.
- إرشاد الأخيار إلى شرح جوامع الأخبار
- شرح مقدمة صحيح مسلم
- شرح حديث جابر في الحج
- رغبة التيسير في شرح منظومة التفسير
- التعليقات السنية على العقيدة الواسطية
- الرياض الزكية شرح الأربعين النووية
- حاشية على اختصار علوم الحديث
- شرح اللؤلؤ المكنون في أحوال الأسانيد والمتون